# Antiphrisson monstrosus
Antiphrisson monstrosus är en tvåvingeart som beskrevs av Pavel Lehr 1986. Antiphrisson monstrosus ingår i släktet Antiphrisson och familjen rovflugor. Inga underarter finns listade i Catalogue of Life.